# Drakhtisar
Drakhtisar är ett berg i Armenien.   Det ligger i provinsen Vajots Dzor, i den centrala delen av landet, 70 kilometer sydost om huvudstaden Jerevan. Toppen på Drakhtisar är 1 754 meter över havet.
Terrängen runt Drakhtisar är kuperad åt sydväst, men åt nordost är den bergig. Terrängen runt Drakhtisar sluttar söderut. Närmaste större samhälle är Yeghegnadzor, 15,6 kilometer öster om Drakhtisar. 
Trakten runt Drakhtisar består i huvudsak av gräsmarker. Runt Drakhtisar är det ganska glesbefolkat, med 28 invånare per kvadratkilometer.